# سن-والری-سور-سم
سَن-والری-سور-سُم (فرانسوی: Saint-Valery-sur-Somme‎؛ ‏تلفظ فرانسوی: [sɛ̃ valʁi syʁ sɔm]) بندر و استراحتگاه ساحلی کوچکی در کرانهٔ جنوبی رودخانه سم در کمون سُم است. ویژگی‌های قرون وسطایی و باروهای شهر، کلیسای گوتیک و پیاده‌روی طولانی آن کنار آب، آن را به یک مقصد گردشگری محبوب تبدیل کرده‌است. این شهر در ۳۰ کیلومتری شمال غربی ابویل واقع شده. طبق آمار سال ۲۰۱۷ در حدود ۲٬۵۱۰  نفر جمعیت داشت.